# August Koberstein
Karl August Koberstein o August Karl Koberstein (Darłowo, 10 gennaio 1797 – Pforta, 8 marzo 1870) è stato uno storico della letteratura tedesco.

## Biografia
Studiò a Stolpe e a Potsdam, poi  a Berlino (1812). In seguito fu nominato professore di Schulpforta, carica tenuta fino alla sua morte. Era il padre di Karl Koberstein.

## Opere
La sua carriera letteraria iniziò con il suo lavoro intitolato Ueber das Wahrscheinliche Alter und die Bedeutung des Gedichts vom Wartburgkrieg (1823). Altra opera da lui scritta: Grundriss der Geschichte der deutschen National-literatur (1827), quest'opera, successivamente, fu allungata nella quinta edizione scritta da Karl Bartsch (Lipsia, 1872-75).
Tra altre sue opere: Vermischte Aufsätze zur Literaturgeschichte und Aesthetik (Lipsia, 1858), Heinrich von Kleists Briefe an seine Schwester Ulrike.